# Championnat d'Irlande de football 1972-1973
Navigation
Édition précédente Édition suivante
Le Championnat d'Irlande de football en 1972-1973. Sixième titre pour Waterford United en 8 ans. C’est l’apothéose et en même temps la fin de la décennie glorieuse du club du sud de l’Irlande.
Drumcondra FC disparaît du championnat et est remplacé par Home Farm FC, un autre club de Dublin avec lequel il a fusionné en 1972.

## Les 14 clubs participants
- Athlone Town
- Bohemians FC
- Cork Celtic FC
- Cork Hibernians
- Drogheda United
- Dundalk FC
- Finn Harps
- Home Farm FC
- Limerick FC
- St. Patrick's Athletic FC
- Shamrock Rovers
- Shelbourne FC
- Sligo Rovers
- Waterford United

## Classement
| Place | Club                      | Points | Victoires | Nuls | Défaites | Buts pour | Buts contre | Différence |
| ----- | ------------------------- | ------ | --------- | ---- | -------- | --------- | ----------- | ---------- |
| 1er   | Waterford United          | 42     | 20        | 2    | 4        | 67        | 21          | +46        |
| 2e    | Finn Harps                | 41     | 19        | 3    | 4        | 59        | 32          | +27        |
| 3e    | Bohemians FC              | 37     | 16        | 5    | 5        | 46        | 25          | +21        |
| 4e    | Cork Hibernians           | 34     | 13        | 8    | 5        | 53        | 27          | +26        |
| 5e    | Shamrock Rovers           | 30     | 12        | 6    | 8        | 45        | 32          | +13        |
| 6e    | Athlone Town              | 30     | 13        | 4    | 9        | 38        | 31          | +7         |
| 7e    | St. Patrick's Athletic FC | 25     | 7         | 11   | 8        | 37        | 43          | -6         |
| 8e    | Shelbourne FC             | 24     | 9         | 6    | 11       | 50        | 40          | -10        |
| 9e    | Limerick FC*              | 20     | 8         | 6    | 12       | 32        | 35          | -3         |
| 10e   | Sligo Rovers*             | 20     | 8         | 2    | 16       | 25        | 51          | -26        |
| 11e   | Home Farm FC              | 19     | 6         | 7    | 13       | 29        | 60          | -31        |
| 12e   | Cork Celtic FC            | 18     | 7         | 4    | 15       | 29        | 50          | -21        |
| 13e   | Dundalk FC                | 14     | 4         | 6    | 16       | 19        | 48          | -29        |
| 14e   | Drogheda United           | 10     | 1         | 8    | 17       | 22        | 56          | -34        |

- Sligo Rovers a bénéficié de 2 points supplémentaires retirés à Limerick

## Source
- (en) Alex Graham, Football in the Republic of Ireland : a Statistical Record 1921–2005, Soccer Books Ltd, novembre 2005, 142 p. (ISBN 978-1862231351).